# (4150) Starr
(4150) Starr es un asteroide perteneciente al cinturón de asteroides descubierto el 31 de agosto de 1984 por Brian A. Skiff desde la Estación Anderson Mesa, en Flagstaff, Estados Unidos.

## Designación y nombre
Starr recibió al principio la designación de 1984 QC1.
Posteriormente, en 1990, se nombró en honor del músico británico Ringo Starr, exmiembro de la banda de música The Beatles.

## Características orbitales
Starr orbita a una distancia media del Sol de 2,233 ua, pudiendo alejarse hasta 2,606 ua y acercarse hasta 1,86 ua. Tiene una inclinación orbital de 3,196 grados y una excentricidad de 0,1671. Emplea en completar una órbita alrededor del Sol 1218 días.

## Características físicas
La magnitud absoluta de Starr es 12,7 y el periodo de rotación de 4,518 horas.